# IC 174
IC 174 је лентикуларна галаксија у сазвјежђу Рибе која се налази на листи објеката дубоког неба у Индекс каталогу.
Деклинација објекта је + 3° 45' 45" а ректасцензија 1h 56m 16,1s. Привидна величина (магнитуда) објекта IC 174 износи 13,4 а фотографска магнитуда 14,4. IC 174 је још познат и под ознакама UGC 1409, MCG 1-6-8, CGCG 413-4, PGC 7249.